# Naig Rozmor
Naig Rozmor (Saint-Pol-de-Léon, 1923) és una escriptora bretona. De família bretonòfona, els seus contes han estat publicats a les revistes Bleun Brug i Brud Nevez i els seus poemes van rebre el premi de l'Associació d'Escriptors Bretons el 1980. També ha traduït al bretó els poemes de Rabindranath Tagore i amb Jerzy Wielunski ha publicat poemes escrits en els idiomes de les minories d'arreu del món.
Apassionada del teatre, va saltar a la fama gràcies al drama Ar Mestr, posat en escena amb gran èxit per Strollad ar Vro Bagan, grup de teatre del qual ha estat membre durant 20 anys i hi ha contribuït amb unes 20 peces de gran sentit de l'humor. Des de 1979 ha participat en molts programes en la televisió i la ràdio. Ha estat condecorada amb l'Orde de l'Hermini el 1998.

## Obres
- 1977 - "Karantez ha karantez"
- 1981 - "Pezhioù-c'hoari nevez",
- 1986 - " Sacré Tangi Bihan ", pezh e galleg
- 1987 - "War roudou Alanig al Louarn",
- 1989 - "Trubuilloù ur Johnny war e vloavez kenta"
- 1994 - "Evel un tantad"
- 1996 - "Ar Mestr"
- 1979 - " Embanner al ludu "
- 1982 - " Mona "
- 1982 - "Liv an Amzer "
- 1983 - " Karantez " -
- 1984 - " Roi Arthur "
- 1985 - Diviz kaset en-dro gant Michel Baudu,
- 1985 - " Mistero Buffo Dario Fo ",
- 1985 - " Chim et Chinaou, vagabonds "
- 1986 - " Une deuxième chance "
- 1987- " Bi ha Mari Bi ",
- 1987 - " Avaloù Avallon ",
- 1987 - " Labour sul Labour Null ",
- 1988 - Istorioù Nedeleg
- 1989 - " Ar bank Oaled "
- 1989 - " Barzaz Breiz ",
- 1990 - " An Daol Grenn "
- 1990 - " Super Breiz ",
- 1991 - " Ar galouper ",
- 1991 - " E Pluennig ",
- 1992 - " Ar Goulenn Dimezi ",
- 1990- " Tavarn ar Vretoned ",
- 1993 - Kemer perzh e "Thalassa "
- 1994 - " La mort en Bretagne "
- 1995 - " La Nécessité Unique ",